# Mistrzostwa Europy w Boksie 1925
I Mistrzostwa Europy w Boksie (mężczyzn) odbyły się w dniach 11–15 maja 1925 w Sztokholmie (Szwecja). Startowało 46 uczestników z 12 państw, w tym jeden Polak – Zygfryd Wende. Walczono w 8 kategoriach wagowych.

## Klasyfikacja medalowa
| Klasyfikacja medalowa |                  |   |   |   |       |
| Lp.                   | Państwo          |   |   |   | Razem |
| 1                     | Szwecja          | 3 | 2 | 0 | 5     |
| 2                     | Anglia           | 2 | 3 | 0 | 5     |
| 3                     | Dania            | 2 | 1 | 2 | 5     |
| 4                     | Francja          | 1 | 0 | 0 | 1     |
| 5                     | Rzesza Niemiecka | 0 | 2 | 4 | 6     |
| 6                     | Holandia         | 0 | 0 | 1 | 1     |
| 6                     | Norwegia         | 0 | 0 | 1 | 1     |

## Medaliści
| Kategoria:      | 1. miejsce                  | 2. miejsce                         | 3. miejsce                         |
| Waga musza      | Émile Pladner · Francja     | William James · Anglia             | Karl Schulze · Rzesza Niemiecka    |
| Waga kogucia    | Archie Rule · Anglia        | Franz Dübbers · Rzesza Niemiecka   | Axel Norman · Norwegia             |
| Waga piórkowa   | Oscar Andrén · Szwecja      | Jacob Domgörgen · Rzesza Niemiecka | Ricardt Madsen · Dania             |
| Waga lekka      | Selfrid Johansson · Szwecja | Signaller Viney · Anglia           | Arne Sande · Dania                 |
| Waga półśrednia | Harald Nielsen · Dania      | Helge Ahlberg · Szwecja            | Hein Müller · Rzesza Niemiecka     |
| Waga średnia    | Frank Crawley · Anglia      | Hans Holdt · Dania                 | Franz Krüppel · Rzesza Niemiecka   |
| Waga półciężka  | Thyge Petersen · Dania      | Nils Ramm · Szwecja                | Karel Miljon · Holandia            |
| Waga ciężka     | Bror Persson · Szwecja      | Dudley Lister · Anglia             | Helmuth Siewert · Rzesza Niemiecka |

## Występy Polaków
- Zygfryd Wende (waga lekka) przegrał pierwszą walkę w ćwierćfinale z Signellerem Vineyem (Anglia).